# Lokaal eindige maat
In de maattheorie, een deelgbeid van de wiskunde, is een lokaal eindige maat een maat, waarvoor elk punt van de meetbare ruimte een omgeving met een eindige maat heeft.